# Kiatagmiut
Kiatagmiut (Kiatagmute), skupina Aglemiut Eskima s Aljaske na obalama rijeke Kvichivak i jezeru Iliamna. Imaju nekoliko sela: Chikak, Kakonak, Kaskanak, Kichik, Kogiung, Kvichak i Nogeling.
Populacija im je 1890. iznosila 214. ostali nazivi za njih: Kiatenes, Kijataigmjuten, Kijataigmüten, Kijaten, Kiyaten, Kiyataigmeuten, Kwichăgmūt.
Pleme Aglemiut čine sa skupinama Ugagogmiut i Ugashigmiut.